# Leucetta nausicaa
Leucetta nausicaa är en svampdjursart som först beskrevs av Schuffner 1877.  Leucetta nausicaa ingår i släktet Leucetta och familjen Leucettidae. Inga underarter finns listade i Catalogue of Life.